# Nhân dân
Nhân dân, còn gọi là người dân, quần chúng hay dân, là những người sinh sống trong cùng một quốc gia, và tương đương với khái niệm dân tộc. Nhân dân còn có khái niệm rộng hơn và được sử dụng trong chính trị, pháp lý, tư tưởng chính trị. Trong lĩnh vực chính trị pháp lý, nhân dân còn tương đồng với thuật ngữ công dân là những con người mang quốc tịch và được bảo hộ của một nhà nước nơi họ đang sinh sống và thông thường là không bao gồm những người trong bộ máy cai trị.
Trong lịch sử khi chưa có khái niệm dân chủ thì người dân dưới chế độ phong kiến còn được gọi là dân đen, thảo dân (không có chức vị gì) để phân biệt với vua là thiên tử và quan là bậc cha mẹ (phụ mẫu). Nhân dân có vai trò quan trọng trong lịch sử là người làm ra lịch sử và là những người sản xuất ra của cải vật chất chính cho xã hội, trong thời kỳ phong kiến có tư tưởng lấy dân làm gốc, dĩ dân vi bản đề cao vai trò của nhân dân. Trong thời kỳ sau này những tư tưởng về tự do, dân chủ và nhân quyền đã đề cao vai trò của nhân dân nói chung cũng như những cá nhân cụ thể.